# José María Cunill Postius
José María Cunill Postius (Berga, 10 de julio de 1896-Tarrasa, 27 de noviembre de 1949) fue un agricultor y dirigente carlista español. 
Jefe del Requeté de Cataluña, participó activamente en Barcelona en el alzamiento de julio de 1936 contra el gobierno del Frente Popular que dio origen a la guerra civil española. Posteriormente formó parte del sector del carlismo opuesto al franquismo.

## Biografía
Era hijo de Victoriano Cunill Pujol y Rosa Postius Sala, originarios de Berga. Su padre era industrial textil y fue presidente del Sindicato Patronal de Sastrería de Berga. Su familia era de arraigadas convicciones católicas. Uno de sus tíos, Juan Postius Sala (1876-1952), fue un destacado misionero claretiano.

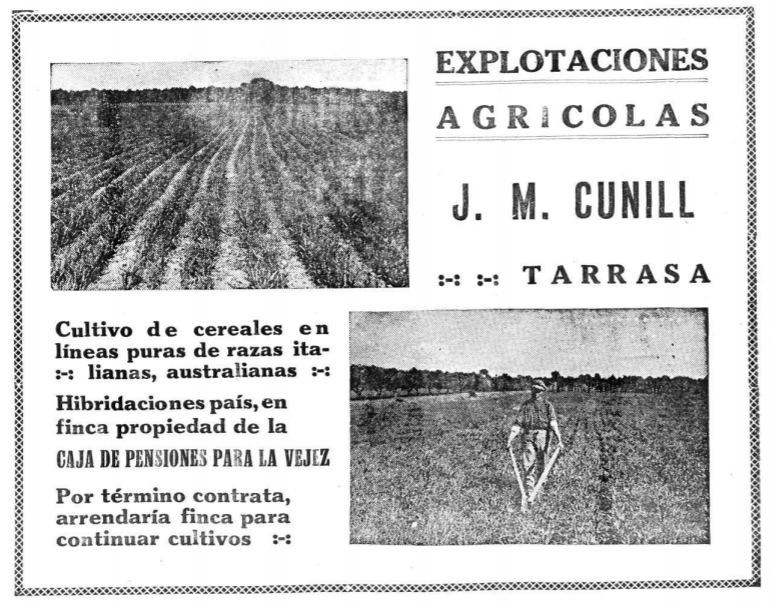
Anuncio de la empresa agrícola de José María Cunill en el diario tradicionalista El Siglo Futuro (29 de febrero de 1936).

José María Cunill se estableció en Tarrasa, donde fue propietario agrícola. Pertenecía a la Adoración Nocturna y militaba en la Comunión Tradicionalista. Formaba parte del sector más intransigente del carlismo catalán, opuesto a la dirección moderada del jefe regional, Miguel Junyent. Durante la Segunda República Cunill fue, junto con otros carlistas, copropietario del diario egarense Crónica Social. También inició en Tarrasa una remodelación del Requeté, una milicia juvenil carlista creada veinte años antes bajo el pretendiente Jaime de Borbón.
Actuó también en la política electoral y en las elecciones al Parlamento de Cataluña de 1932 fue candidato en Tarrasa por la coalición Derecha de Cataluña, que no obtuvo ningún escaño. Se presentó también en esta localidad a las elecciones municipales de 1934 y fue elegido concejal.
En 1933 fue nombrado jefe del Requeté de Cataluña por el delegado nacional de esta milicia, José Luis Zamanillo. Cunill sería el impulsor, junto con el Requeté de Barcelona, de excursiones campestres (aplecs) que muchas veces encubrían ejercicios paramilitares. Según Robert Vallverdú, durante esta época el carlismo catalán lograría organizar, entre juventudes y requetés, a más de 6000 hombres.

### Guerra Civil
El 17 de julio Tomás Caylá, jefe regional tradicionalista de Cataluña, ordenó a Cunill poner los requetés a disposición de la Unión Militar Española (UME). Disponían en Barcelona de un tercio activo y otro auxiliar, compuesto por 240 hombres cada uno, la mayoría jóvenes.
El 19 de julio Cunill se presentó con sus hombres a los militares, pero el jefe dijo que era republicano y los despidió malamente. Al fracasar la sublevación en Barcelona, Cunill y otros requetés fueron fusilados a las afueras del cuartel de San Andrés por milicianos del Frente Popular, quienes los dieron a todos por muertos. Según una carta de Alfonso Carlos de Borbón, Cunill se había arrojado al suelo en el momento del fusilamiento, sin recibir ningún balazo. El oficial que mandaba el pelotón le dio el tiro de gracia, pero solo le hirió ligeramente el cuello. Llegada la noche, volvió en sí. Pudo entrar en una casa, donde le curaron las heridas, y huyó a Navarra, actuando después en el frente de Aragón. Según José Bru Jardí, Cunill había sido uno de los primeros catalanes en pasar al bando nacional.
Formó parte de la Junta Carlista de Guerra de Cataluña reconstituida en Burgos por orden de Fal Conde, bajo la presidencia de José María Anglés. José María Cunill y Mauricio de Sivatte organizaron entonces el Tercio de Requetés Nuestra Señora de Montserrat, que nutriría sus filas con fugitivos de la zona republicana.
Opuesto al Decreto de Unificación entre el tradicionalismo y la Falange, durante la posguerra participó en actividades carlistas clandestinas y colaboró con Sivatte, Luis Ortiz y Estrada y otros en un intento de reorganizar el Requeté contra las autoridades franquistas.

## Descendencia
Estuvo casado con Mercedes Solá Brujas, con quien tuvo ocho hijos llamados José María, Victoriano, Rosa María, Ramón, Carlos, Rafael, Antonio y Francisco Javier.
Su hijo José María Cunill Solá (1931-1998) fue sacerdote y misionero; estuvo veintidós años en Rhodesia y tres años en América Central, donde fue partidario de la teología de la Liberación. De ideas socialistas, fue uno de los fundadores e impulsores del Comité Oscar Romero y de la Asociación de Amics del Bisbe Casaldàliga.
Otro de sus hijos, Antonio Cunill Solá, fue diácono y militó en Bandera Roja en la década de 1970. Fue elegido concejal del Ayuntamiento de Tarrasa en 1973, durante el tardofranquismo, por el tercio familiar, y nuevamente en 1979 en la lista del PSUC.
Uno de sus nietos, Francesc Dalmases Cunill (1957-1989), fue un destacado alpinista y escalador.